# Nationale Ontwikkelingsbank
De Nationale Ontwikkelingsbank van Suriname N.V. (NOB) is een Surinaamse secundaire bank. De bank is opgericht op 8 augustus 1963 en is de enige ontwikkelingsbank van Suriname. De Staat is de enige aandeelhouder van de bank, waarbij het Ministerie van Financien en Planning optreedt als gemachtigde.
De bank heeft een bestuur en staat onder toezicht van een Raad van Commissarissen. 

## Doelen
Een van de belangrijkste doelen van de Nationale Ontwikkelingsbank van Suriname N.V. (NOB) is het bevorderen van de ontwikkeling van alle economische sectoren. Dit doet de bank middels het verstrekken van bedrijfskredieten, de zogenaamde lijnkredieten. Daarnaast treedt de NOB ook op als beheerder van diverse fondsen. Ze heeft het volgende onder beheer:
1. Stichting Garantiefonds voor Bedrijfskredieten (GF)
2. Fonds Technische Bijstand Particuliere Sector (FTBP)
3. Fonds Studiefinanciering Suriname (FSS)
4. Studiefonds Medische Specialisten in Opleiding (SMSO)
5. Productie Kredietfonds (PKF)

## Geschiedenis
Het ontwerp voor de oprichting van een Nationale Ontwikkelingsbank werd in mei 1961 ingediend bij de Staten van Suriname met het doel om ondernemingen in Suriname te financieren. Aanvankelijk was het plan om duizend aandelen uit te geven van 2.000 Surinaamse gulden. Tijdens een bezoek aan Nederland in december 1962 overtuigde minister Jules Sedney van Financiën politiek Den Haag om Suriname financieel te ondersteunen en kwam hij onder meer met een gift van 2 miljoen gulden terug als benodigd kapitaal voor de NOB. In januari 1963 werden de oprichtingplannen in de Staten goedgekeurd. De NOB ging officieel van start op 16 september 1963. Jules Sedney werd zelf de eerste president van de NOB.
In 1969 droeg de Nationale Investeringsbank NV de portefeuille aan de NOB over. Vanuit beide portefeuilles bij elkaar was er aan het eind van 1970 3,5 miljoen gulden uitgeleend.